# Batalha de Ras al-Ayn
A Batalha de Ras al-Ayn (8 de novembro de 2012 – 20 de julho de 2013) foi uma série de confrontos armados pelo controle da cidade de Ras al-Ayn (em curdo: Serê Kaniyê) durante a Guerra Civil Síria, principalmente entre a maioria curda Unidades de Proteção Popular (YPG) e uma aliança de grupos rebeldes sírios (incluindo a Frente al-Nusra e o Exército Sírio Livre), com o envolvimento ocasional das Forças Armadas da Síria. Como resultado da primeira fase da batalha, o Exército Sírio foi expulso da cidade por rebeldes sírios, após o que estes atacaram os combatentes afiliados ao YPG em Ras al-Ayn. Nos meses seguintes, a cidade foi efetivamente dividida em áreas controladas por rebeldes e controladas pelo YPG, com combates intermitentes resultando na expansão gradual do território do YPG na cidade e seus arredores. As facções islâmicas e jihadistas logo se tornaram dominantes entre os rebeldes da região, contribuindo ainda mais para as tensões com o secular esquerdista YPG. Em julho de 2013, a fase final da batalha eclodiu e terminou quando uma aliança de tropas lideradas pelo YPG (incluindo partidários do governo sírio) expulsou completamente os rebeldes de Ras al-Ayn.